# Tobias Burghardt
Tobias Burghardt (Essen-Werden, Alemanya, 1961). És poeta, assagista, antòleg i traductor de poesia. Després de diversos anys a La Paz, a Berlín, i a Buenos Aires, resideix actualment a Stuttgart. Va dirigir la revista d'assaig i poesia Delta (1987-1991), dedicada a les lletres llatinoamericanes i ibèriques. Des de 1989, exerceix com a director de l'editorial Edition Delta. Des de 1992, escriu per als diaris Stuttgarter Zeitung (Alemanya) i Neue Zürcher Zeitung (Suïssa). Ha estat jurat, traductor i coordinador del projecte poètic multilingüe Anna Blume, inspirat en un poema del dadaista alemany Kurt Schwitters, en el marc de l'exposició mundial Expo 2000 a Hannover. El 2011, va ser jurat del III Premi Internacional de Poesia Víctor Valera Mora, a Caracas. Ha publicat set poemaris a Alemanya i diverses antologies traduïdes a l'àrab, castellà, japonès, portuguès, serbi i suec. Alhora, tradueix a l'alemany amb la seva dona Juana Burghardt de l'espanyol, el portuguès i el català autors com António Ramos Rosa, Eugenio de Andrade, Casimiro de Brito, Ana Paula Tavares, Conceição Lima, Miquel Martí i Pol, Joan Margarit, Maria-Mercè Marçal, Teresa Pascual i Susanna Rafart, a banda de nombrosos llibres de poesia llatinoamericana i ibèrica.